# Sylvie Landra
Sylvie Landra ist eine französische Filmeditorin.

## Leben
Ihre Tätigkeit im Filmgeschäft begann Landra Ende der 1980er-Jahre.
Der 1994 inszenierte Léon – Der Profi war ihr erster Langspielfilm, bei dem sie den Schnitt übernahm. Die Produktion war auch ihre erste Zusammenarbeit mit dem Regisseur Luc Besson. Mit Das fünfte Element (1995) sowie Johanna von Orleans folgten zwei weitere gemeinsame Projekte. Landra erhielt für alle drei jeweils eine Nominierung für den César.
Eine vierte César-Nominierung erhielt Landra 2007 für ihr Mitwirken an Ein perfekter Platz. Dieser Film wurde von Danièle Thompson inszeniert, mit der Landra auch mehrmals kooperierte.

## Filmografie (Auswahl)
- 1994: Léon – Der Profi (Léon)
- 1995: Das fünfte Element (The Fifth Element)
- 1997: I Got a Woman
- 1999: Johanna von Orleans (The Messenger: The Story of Joan of Arc)
- 2001: Belphégor (Belphégor, le fantôme du Louvre)
- 2001: Taking Sides – Der Fall Furtwängler (Taking Sides)
- 2002: Jet Lag – Oder wo die Liebe hinfliegt (Décalage horaire)
- 2004: Catwoman
- 2005: A Sound of Thunder
- 2005: Viva Cuba
- 2006: Ein perfekter Platz (Fauteuils d’orchestre)
- 2007: Die Schatzinsel (L’île aux trésors)
- 2008: Rekruten des Todes (Secret défense)
- 2009: Affären à la carte (Le code a changé)
- 2011: Der Krieg der Knöpfe (La guerre des boutons)
- 2011: Strahlende Wüste (Qui sème le vent…)
- 2011: Hideaways – Die Macht der Liebe (Hideaways)
- 2013: Eine Hochzeit und andere Hindernisse (Des gens qui s’embrassent)
- 2016: Meine Zeit mit Cézanne (Cézanne et moi)
- 2019: A Girl from Mogadishu
- 2019: Lucky Day
- 2020: L’Autre
- 2020: Codename: Der Löwe (Le lion)
- 2021: Till Death – Bis dass dein Tod uns scheidet (Till Death)
- 2024: Kid Snow